# Scientific American
Scientific American är en populärvetenskaplig tidskrift, utgiven (först varje vecka och senare varje månad) sedan 1845, vilket gör den till en av de äldre tidskrifterna i USA.